# Ukazy (Kołodziąż-Rybie)
Ukazy – część wsi Kołodziąż-Rybie w Polsce, położona w województwie mazowieckim, w powiecie węgrowskim, w gminie Sadowne.
W latach 1975–1998 Ukazy administracyjnie należały do województwa siedleckiego.